# Фролов, Геннадий Васильевич
Генна́дий Васи́льевич Фроло́в (31 января 1947, Курск — 3 мая 2021, Москва) ― русский поэт и переводчик.

## Биография
Детство и юность будущего писателя прошли в Орле, куда в начале 1950-х из Курска переехали родители. В 1971 году окончил Литературный институт имени А. М. Горького, учился вместе с Николаем Рубцовым, Юрием Кузнецовым. Был близким другом последнего. После института живёт в Москве.
Член Союза писателей СССР с 1987 года. Работал в издательствах «Современник», «Советский писатель», в московских литературных журналах. Член Императорского Палестинского общества с 2007 года.

## Творчество
Первые стихи опубликованы в 1965 году в газете «Орловский комсомолец». В последующие годы стихи печатались в журналах «Юность», «Новый мир», «Наш современник», «Грани», «Мы», выпусках московского «Дня поэзии», а также в различных альманахах и сборниках.
Известен как переводчик с языков народов СССР. В его переводах выходили книги Боси Сангаджиевой, Альберта Ванеева, Василия Лебедева, Янко Есенского и др.
Геннадий Фролов принадлежит к поколению русских поэтов, родившихся вскоре после Великой Отечественной войны. Детство и юность, прошедшие в старинном русском городе, не убитая ещё природа, быстрая Ока, ласточки в высоком небе, жесткая, полуголодная жизнь «как у всех». Всё это проявилось уже в ранних стихах.
Поэтическое слово Геннадия Фролова обладает не только тонкостью и вниманием к деталям ― отчетлива и вместе с тем зыбка линия, позволяющая осязать предмет и окружающий его воздух. Манера поэта определилась не без влияния его земляков ― Фета, Бунина.
Последние стихи поэта говорят о понимании краткости жизненных сроков, для них характерны смутные, противоречивые, но интенсивные по творческому напряжению поиски, срывы, возвращения вспять.

## Литературные премии
- Премия Афанасия Фета Союза писателей России за вклад в поэзию.
- Премия журнала «Наш современник» за 2002 год.
- Премия Константина Бальмонта[2].
- Литературная премия имени Александра Прокофьева «Ладога» (2015)
- Премия имени Александра Прокофьева «Ладога» в области поэзии в 2015 году в номинации «Всероссийская» (21 декабря 2015) — за книгу «Сто стихотворений»[3].
- Литературная премия «Словес связующая нить»: Российский писатель: вручение литературных премий-2019.

### Поэтические книги
- Сад. ― М., «Современник»,1982
- Месяцеслов ― М., «Современник», 1987
- Бьющий свет. ― М., «Столица», 1992 ISBN 5-7055-1336-4
- Вавилонская башня. ― М., «РБП»,1992
- Накануне парада. ― М., «БП»,1993
- Невольные мысли. ― М., изд-во «Современный писатель»,1997 ISBN 5-265-03407-2
- Погост. ― М., Издание Московской организации Союза писателей России, 2000
- Не своё время. ― М., изд-во «Кругъ», первое издание — 2011, второе издание — 2012 ISBN 978-5-7396-0198-8
- Сто стихотворений. — М., Прогресс-Плеяда, 2013. С. 152. ISBN 978-5-7396-0292-3

### Книги переводов
- Балкарова Фоусат. Ожидание чуда: Поэмы / Перевод с кабардинского И. Озеровой, Г. Фролова. — М.: Современник, 1980. — 128 с.